# Љуба Аличић
Љубомир Љуба Аличић (Шабац, 2. новембар 1955) српски је певач фолк музике.

## Биографија
У младости је имао проблема с оцем који га је стално тукао. У петом разреду основне, напустио је школу и радио на тезгама. Музиком је почео да се бави од дванаесте године, певајући по свадбама. Прву плочу, с песмом „Пружи ми руку, пријатељу мој“, снимио је са 16 година. Први пут се оженио у 20. години и из првог брака има једног сина, Дејана, који је такође музичар. У браку са другом супругом Жељаном је 23 године, а с њом има два сина.
Неки његови највећи хитови су Ти не личиш ни на једну, Суморно јутро, Циганин сам ал' најлепши, С првом кишом, Свирај те ми за Жељану, Два добра друга два пријатеља, Плачите самном јесење кише и остале.

## Фестивали
- 1978. Илиџа — Ко зна шта ме чека сутра
- 1979. Илиџа — Хоћу љубав, нећу пријатељство
- 1984. МЕСАМ — Имам с тобом страшан план
- 1986. МЕСАМ — Само она може у живот да ме врати
- 1987. МЕСАМ — Плачите са мном, јесење кише
- 1990. Посело године 202 — Ти си моја истина
- 1998. Бања Лука — Девојка из Бања Луке (Вече народне музике)
- 2008. Гранд фестивал — С првом кишом
- 2010. Гранд фестивал — Једина љубави

## Дискографија

### Синглице
- 1975 — Поздрави мајку/Лепа Маро
- 1977 — Марија, Марија/Два добра друга, два пријатеља
- 1977 — Реших да се женим/Живот си ми променила
- 1977 — Нема више харема/Пролеће сам мрзео због тебе
- 1978 — Ој љубави срећо моја/Збогом моја љубави
- 1978 — Ко зна шта ме сутра чека/Хеј, ћупријо на Миљацки
- 1979 — Хоћу сусрет у четири ока/Ако ме волиш, ти ћеш ми доћи
- 1979 — Хоћу љубав, нећу пријатељство/Живимо под истим небом
- 1980 — Носила си бурму моје мајке/Вечерас ми не доноси цвеће
- 1981 — Ја сам само обичан човек/Главу горе, љубави
- 1981 — Хвала ти што ме тражиш/Свирајте ми за Жељану
- 1983 — Волели смо исто вино, исту жену/Сад си лепша него икад
- 1984 — Где си сада пријатељу мој /Нека чудна мала[3]

### Албуми
- 1979 — Хоћу сусрет у четири ока
- 1980 — Ниси знала за бол срца мога
- 1981 — Остављен живим без тебе
- 1982 — Волели смо исто вино, исту жену
- 1983 — Где си сада, пријатељу мој
- 1983 — Суморно јутро
- 1984 — Не дају ми да те волим
- 1986 — Плачи а дигни главу
- 1986 — Ти не личиш ни на једну
- 1986 — Само она може у живот да ме врати
- 1988 — Плачите самном јесење кише
- 1989 — Не спомињите њено име
- 1989 — Ти си моја истина
- 1990 — Сви су смешни после мене
- 1992 — Не питај ме мајко
- 1993 — Нека ти косу носе ветрови
- 1995 — Жалосна ти мајка
- 1996 — Нећу да те кунем
- 1997 — Нек ме нестане
- 1998 — Она ће сањати црне очи
- 1999 — Волећу те муко моја
- 2000 — Ако ме волиш погледај ме
- 2001 — Још увек сањам
- 2003 — Циганин сам ал најлепши
- 2006 — Полако али сигурно
- 2008 — С првом кишом
- 2011 — Увели цвет
- 2013 — Све је лаж